# Torenia grandiflora
Torenia grandiflora är en tvåhjärtbladig växtart som först beskrevs av Elmer Drew Merrill, och fick sitt nu gällande namn av Fischer, Schäferhoff och Müller. Torenia grandiflora ingår i släktet Torenia och familjen Linderniaceae. Inga underarter finns listade i Catalogue of Life.